# Nederländerna i olympiska vinterspelen 1972
Nederländerna deltog med 11 deltagare vid de olympiska vinterspelen 1972 i Sapporo. Totalt vann de fyra guldmedaljer, tre silvermedaljer och två bronsmedaljer.

## Medaljer

### Guld
- Ard Schenk - Skridskor, 1 500 meter.
- Ard Schenk - Skridskor, 5 000 meter.
- Ard Schenk - Skridskor, 10 000 meter.
- Stien Baas-Kaiser - Skridskor, 3 000 meter.

### Silver
- Stien Baas-Kaiser - Skridskor, 1 500 meter.
- Atje Keulen-Deelstra - Skridskor, 1 000 meter.
- Kees Verkerk - Skridskor, 10 000 meter.

### Brons
- Atje Keulen-Deelstra - Skridskor, 1 500 meter.
- Atje Keulen-Deelstra - Skridskor, 3 000 meter.